# اسکلینگ
اسکلینگ (به انگلیسی: Skellig) رمانی ویژه کودکان است که توسط دیوید آلموند نویسنده بریتانیایی نوشته شده و توسط انتشارات هودر در سال ۱۹۹۸ منتشر شده‌است. این کتاب برنده کتاب سال جایزه ادبی کاستا و مدال کارنگی شده و به عنوان بهترین کتاب سالی که توسط یک نویسنده بریتانیایی نوشته شده‌است شناخته شد.در ایالات متحده کاندید جایزه مایکل پرینتز شد که سالانه یک اثر داستانی نوجوانان را انتخاب می‌کند. پس از انتشار با اقتباس از آن یک نمایشنامه، یک اپرا و یک فیلم ساخته شده‌است.